# Heckling
Heckling, plus précisément Heckling et Benting, est une ancienne commune de la Moselle rattachée à Bouzonville en 1810.

## Géographie
Heckling et Benting sont deux petits villages au nord-est de Bouzonville.

## Toponymie
- Hechelingen & Hechelinge (1179), Hechlingen (1594), Hecklingen (1598), Hecklinga (1633), Hekling (1756), Heckling (1793), Hecklingen (1871-1918).
- En allemand: Hechlingen[1]. En francique lorrain: Hechléngen.

## Histoire
- Fief du duché de Lorraine sous la prévôté de Condé puis de Bouzonville, était annexe de la paroisse de Vaudreching.
- Benting était le siège de la baronnie de Blauberg, mouvante du roi de France, avec droits de justice en 1681.
- Fut classé avec Benting dans le canton de Bouzonville lors de sa création en 1790.
- La commune d’Heckling et Benting est créée en 1793 et fait partie du district de Sarrelouis. Elle entre dans l'arrondissement de Thionville en 1801 puis appartient à l'arrondissement de Boulay de 1871 à 1919 qui deviendra l’actuel arrondissement de Boulay-Moselle. Elle appartient au canton de Bouzonville depuis sa création en 1793.
- Heckling et Benting sont rattachés à Bouzonville en 1810 avec Aidling.

## Démographie
| 1800 | 1806 | 1900 |
| ---- | ---- | ---- |
| 174  | 253  | 172  |

Le village de Benting avait 103 habitants en 1900.

## Culture locale et patrimoine

### Lieux et monuments
- Chapelle Saint-Hubert, clocher du XVIe siècle.

### Personnalités liées à la commune
- Jean-Ferdinand de Koeler (1700-1758), juriste, conseiller d'Etat à la cour de Nancy, juge suprême de Merzig et du Saargau[3], seigneur de Benting et Mégange, devenu baron de Blauberg le 2 septembre 1754[4] (armoiries familiales : « porte d'azur, à trois pals d'argent, à l'écu d'or en abîme sur le tout, chargé d'une tête de lion arrachée de gueules et pour cimier un lion naissant de gueules, tenant une masse d'armes d'argent, issant d'un torti d'or, d'argent, d'azur et de gueules »[5]).
- Pierre Tritz (1914-2016), missionnaire, y est né.